# ALG1
ALG1 (англ. ALG1, chitobiosyldiphosphodolichol beta-mannosyltransferase) – білок, який кодується однойменним геном, розташованим у людей на короткому плечі 16-ї хромосоми. Довжина поліпептидного ланцюга білка становить 464 амінокислот, а молекулярна маса — 52 518.
| 10         |  | 20         |  | 30         |  | 40         |  | 50         |
| ---------- |  | ---------- |  | ---------- |  | ---------- |  | ---------- |
| MAASCLVLLA |  | LCLLLPLLLL |  | GGWKRWRRGR |  | AARHVVAVVL |  | GDVGRSPRMQ |
| YHALSLAMHG |  | FSVTLLGFCN |  | SKPHDELLQN |  | NRIQIVGLTE |  | LQSLAVGPRV |
| FQYGVKVVLQ |  | AMYLLWKLMW |  | REPGAYIFLQ |  | NPPGLPSIAV |  | CWFVGCLCGS |
| KLVIDWHNYG |  | YSIMGLVHGP |  | NHPLVLLAKW |  | YEKFFGRLSH |  | LNLCVTNAMR |
| EDLADNWHIR |  | AVTVYDKPAS |  | FFKETPLDLQ |  | HRLFMKLGSM |  | HSPFRARSEP |
| EDPVTERSAF |  | TERDAGSGLV |  | TRLRERPALL |  | VSSTSWTEDE |  | DFSILLAALE |
| KFEQLTLDGH |  | NLPSLVCVIT |  | GKGPLREYYS |  | RLIHQKHFQH |  | IQVCTPWLEA |
| EDYPLLLGSA |  | DLGVCLHTSS |  | SGLDLPMKVV |  | DMFGCCLPVC |  | AVNFKCLHEL |
| VKHEENGLVF |  | EDSEELAAQL |  | QMLFSNFPDP |  | AGKLNQFRKN |  | LRESQQLRWD |
| ESWVQTVLPL |  | VMDT       |  |            |  |            |  |            |

A: Аланін

C: Цистеїн

D: Аспарагінова кислота

E: Глутамінова кислота

F: Фенілаланін

G: Гліцин

H: Гістидин

I: Ізолейцин

K: Лізин

L: Лейцин

M: Метіонін

N: Аспарагін

P: Пролін

Q: Глутамін

R: Аргінін

S: Серин

T: Треонін

V: Валін

W: Триптофан

Кодований геном білок за функціями належить до трансфераз, глікозилтрансфераз, фосфопротеїнів. 
Задіяний у такому біологічному процесі, як альтернативний сплайсинг. 
Локалізований у мембрані, ендоплазматичному ретикулумі.